# Studieplats
Studieplats avser ytor konstruerade för olika typer av studieverksamhet och kan vara allt från grupprum till tysta läsesalar. Studieplatser finns i regel inom alla skolformer, från förskolan till universitet.
I takt med att undervisningsformerna och målen för utbildningen reformerats har behovet av studieplatser ökat. I Läroplan för de frivilliga skolformerna (Lpf 94) och Läroplan för det obligatoriska skolväsendet, förskoleklassen och fritidshemmet (Lpo 94) betonas vikten av att eleven i grupp skall söka lösningar.